# Jean Glibert
Jean Glibert, né le 22 février 1938 à Ixelles et mort le 20 janvier 2024 à Bruxelles, est un artiste belge : architecte de formation, il est l’auteur d’une œuvre essentiellement constituée d’une exploration fine et approfondie des problématiques de la couleur, de la lumière et de l’espace.

## Biographie
Jean Glibert est formé (1968-1961) dans la classe de Paul Delvaux à La Cambre, où il enseigne de 1975 à 1995 et où il crée l’Atelier d’Espaces urbains et ruraux. Pendant plus de 40 ans, Jean Glibert a collaboré avec de nombreux bureaux d’architectes en Belgique (ARTAU, Baumans-Deffet, Canevas, Dethier Architecture, Atelier De Visscher & Vinccentelli, Bureau Greisch, Pierre Hebbelinck) 

## Œuvres dans l’espace public (liste non exhaustive)
- 1976 : Station de métro Mérode, à Bruxelles (Belgique)
- 1982 : Station de métro Boeckstael [5], à Bruxelles (Belgique)
- 2001 : Bureaux Dethier, à Liège (Belgique)
- 2003 : Poste électrique, rue Pouplin, à Liège (Belgique)
- 2004 : Collège Saint-Benoît, à Liège (Belgique)
- 2009 : Atelier Melen et Dejardin [6], à Liège (Belgique)
- 2013 : Amphithéâtres Opéra, pour l’Université de Liège
- 2017 : Ring 9 (bretelle d’autoroute), à Charleroi (Belgique)

## Expositions
- 2017 : Jean Glibert. Peintre en bâtiment, au Palais des Beaux-Arts de Bruxelles, du 27 octobre 2017 au 7 janvier 2018[7]
- 2023 : Jean Glibert. Travaux récents, à la Galerie LRS22, à Liège, du 26 mars au 23 avril 2023